# 石川県道269号滝又三井線
石川県道269号滝又三井線（いしかわけんどう269ごう たきまたみいせん）とは、石川県輪島市内を通る一般県道（石川県道）である。

## 概要
- 起点：石川県輪島市滝又町滝又と43番地先（＝石川県道51号輪島富来線交点）
- 終点：石川県輪島市三井町長沢1字15番1地先（＝石川県道1号七尾輪島線交点）

輪島市南西部の集落を、輪島市街地を経由せずに結ぶ。起点のある滝又地区は、河原田川水系最大の支川・鳳至川の支川である別所谷川の最奥部に位置する。標高約200m程の峠を越えて、終点のある三井地区最大の集落・長沢へ至る。起終点に民家は多数あるものの、沿道には人家はわずかしかない。終点近くには小学校および中学校があるため、通学路となっており、歩道が設置されている。

## 歴史
- 1960年（昭和35年）10月15日：路線認定。

## 接続道路
- 石川県道51号輪島富来線（輪島市滝又町滝又：起点）
- 石川県道1号七尾輪島線（輪島市三井町長沢：終点）

## 周辺
- 輪島市立滝又小学校：廃校。ただし、旧校舎は現存し、民間会社の社屋として再活用されている。
- 輪島市立三井小学校
- 輪島市立三井中学校
- 三井郵便局
- JAおおぞら 三井支店
- 旧のと鉄道七尾線能登三井駅：廃駅。ただし、旧駅舎は現存している。